# Monument Valley
La Monument Valley è una pianura di origine fluviale collocata al confine tra Utah e Arizona e caratterizzata da "testimoni di erosione", ovvero guglie rocciose celebri in tutto il mondo come icona del West.

## Descrizione
La Monument Valley è uno dei simboli degli Stati Uniti occidentali. Il piano desertico è in realtà di origine fluviale (il cosiddetto Colorado Plateau) e si trova al confine tra Utah e Arizona in un'area abbastanza isolata quanto estesa, che dista più di 70 km dalla cittadina più vicina, Kayenta. La strada che conduce alla Monument Valley nella parte terminale è altrettanto famosa: essa segue un percorso rettilineo in leggera discesa che dà al viaggiatore l'impressione di calarsi all'interno della valle. Nella Monument Valley vive ancora oggi una tribù di nativi americani.
La strada principale che conduce al luogo è la Highway 163. Il territorio è prevalentemente pianeggiante, con l'eccezione del fatto che la pianura è cosparsa da una sorta di guglie (geologicamente definite "testimoni di erosione"), dette butte o mesas a seconda della loro conformazione. Questi edifici naturali formati da roccia e sabbia hanno la forma di torri dal colore rossastro (causato dall'ossido di ferro) con la sommità piatta più o meno orizzontale; alla base si accumulano detriti composti da pietrisco e sabbia.

## Galleria d'immagini

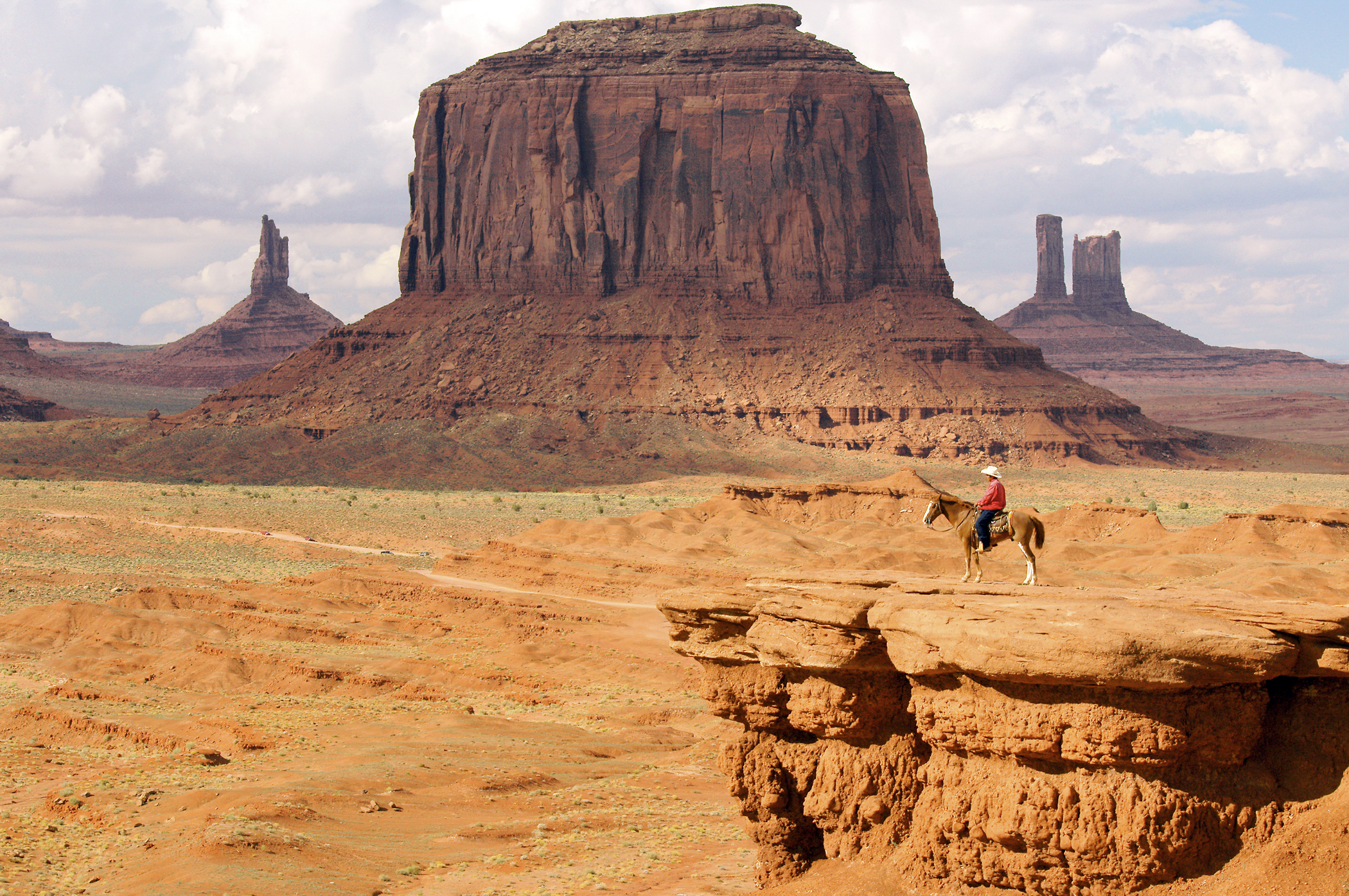
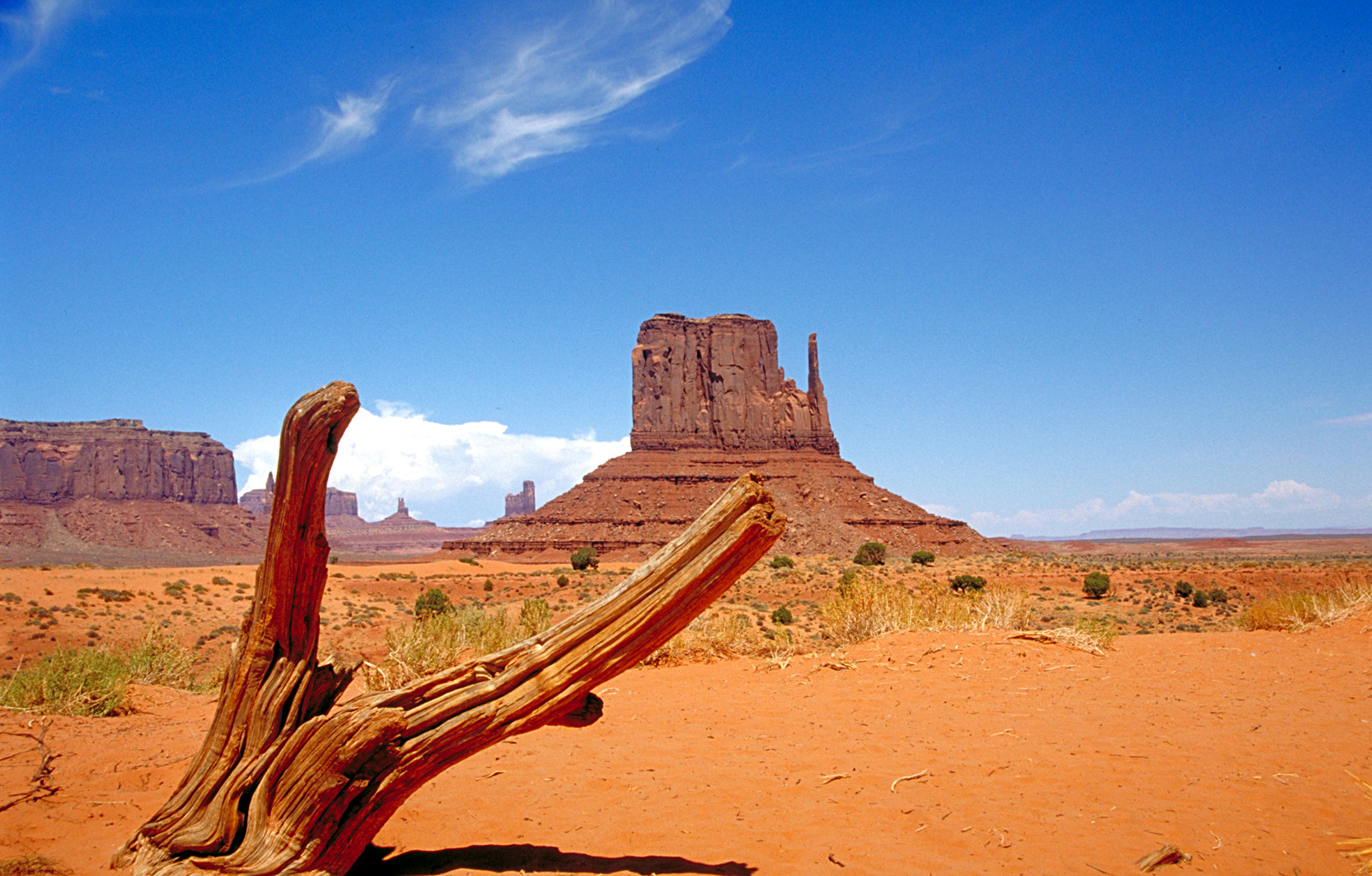
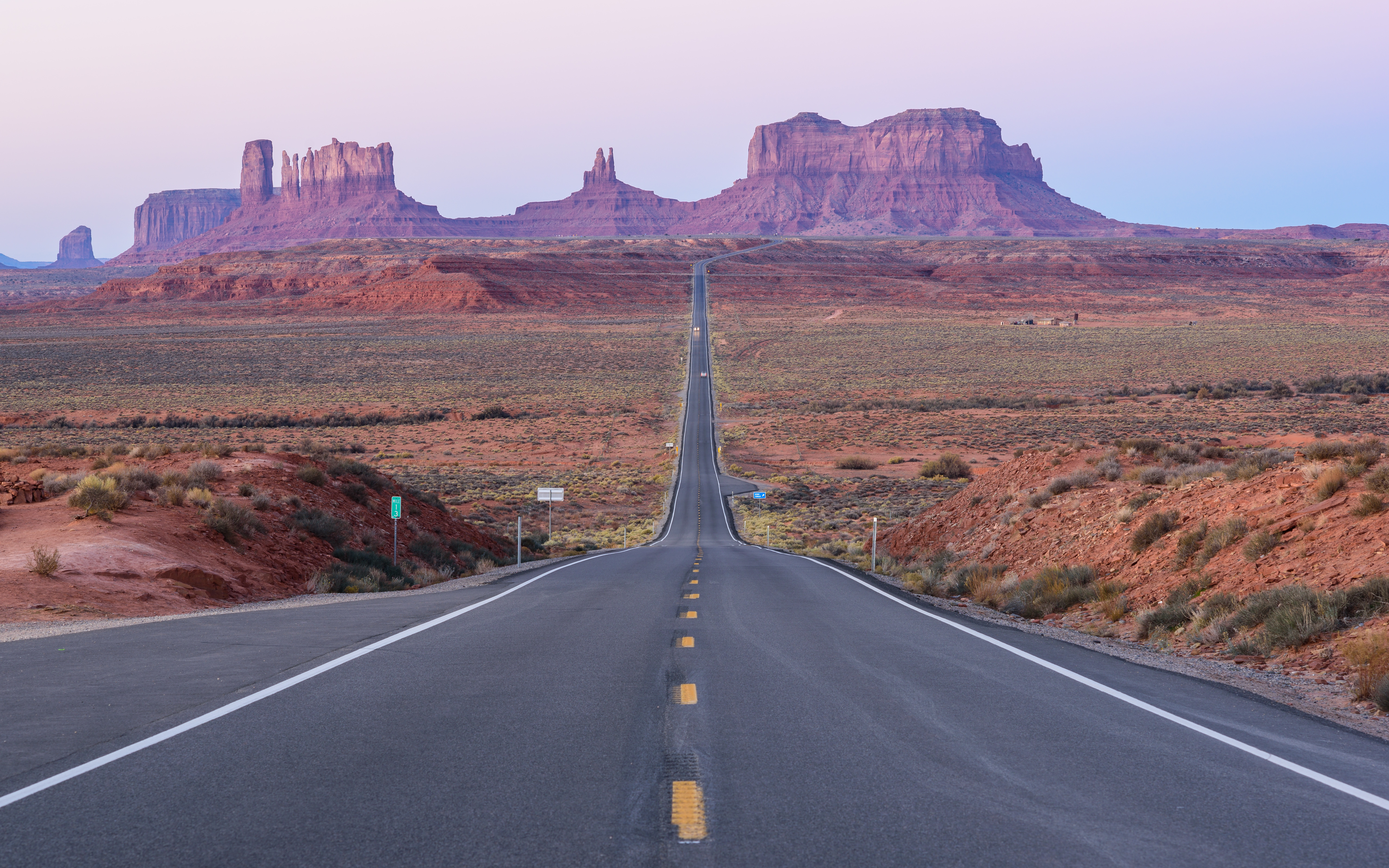
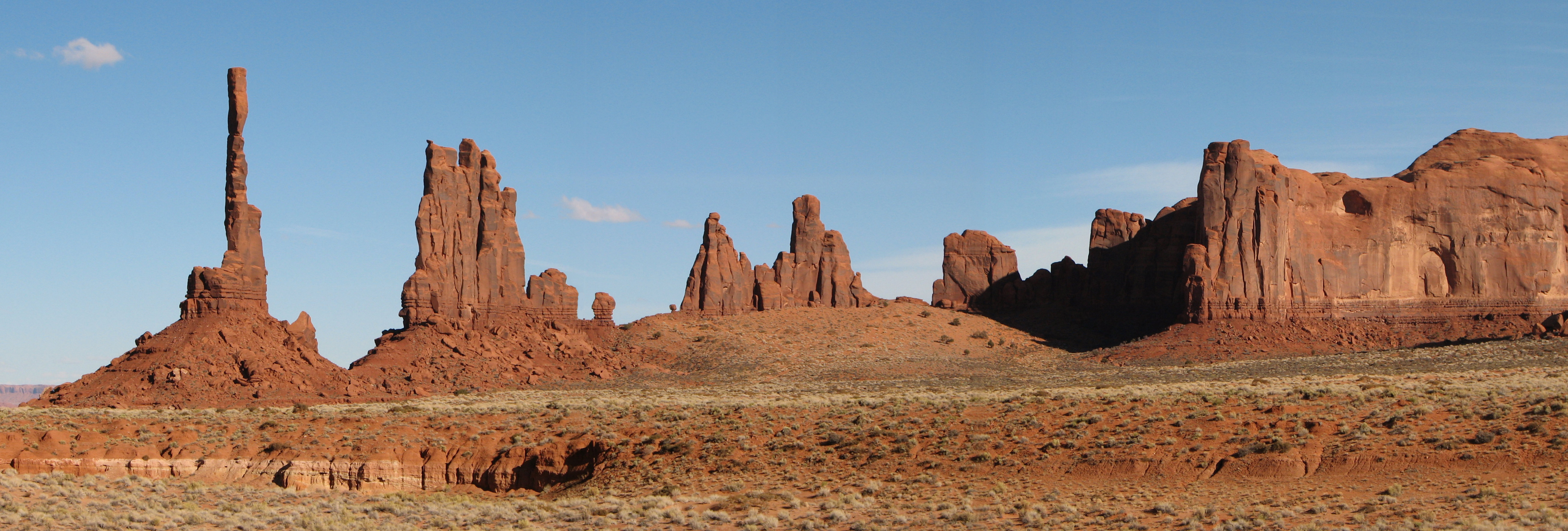
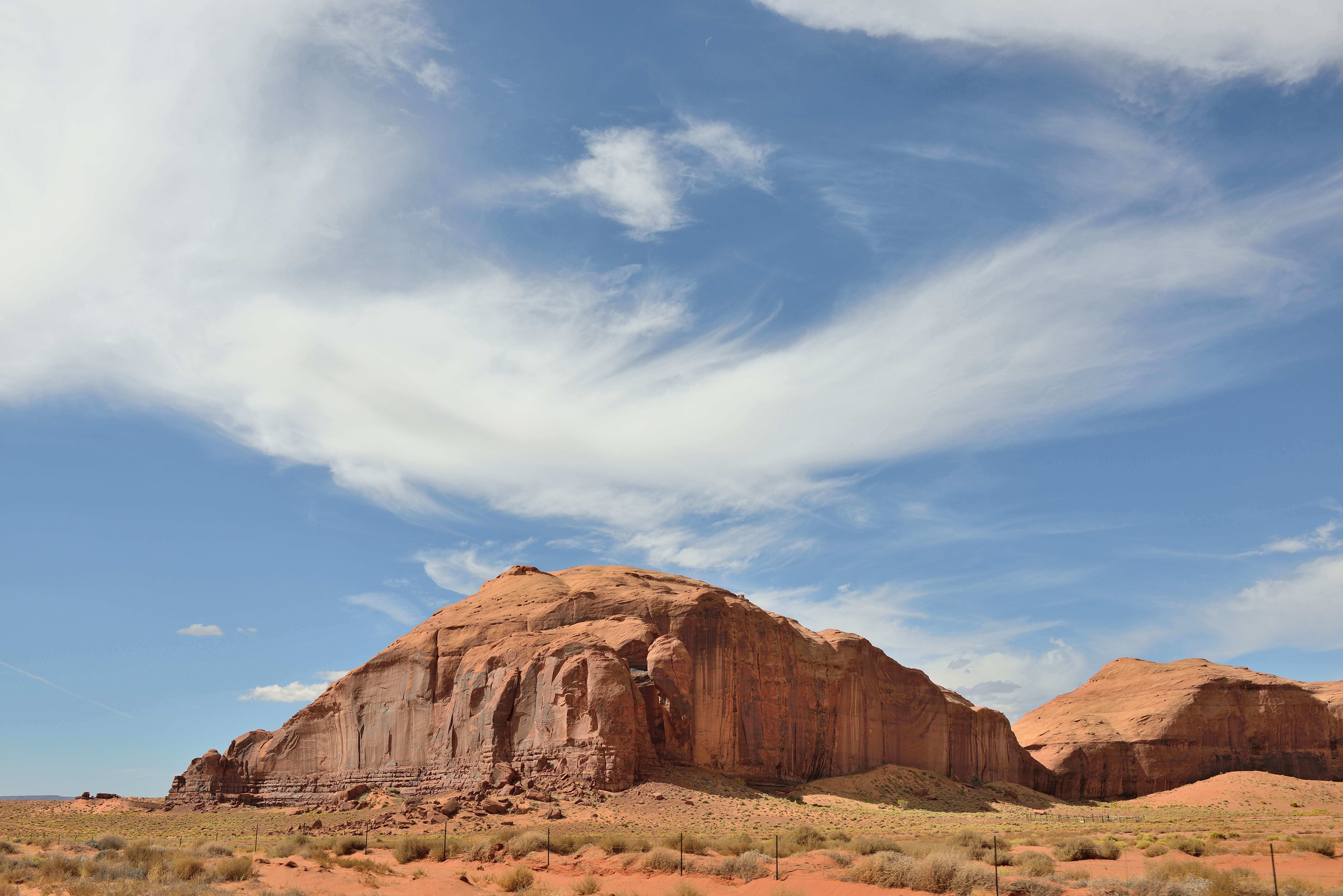
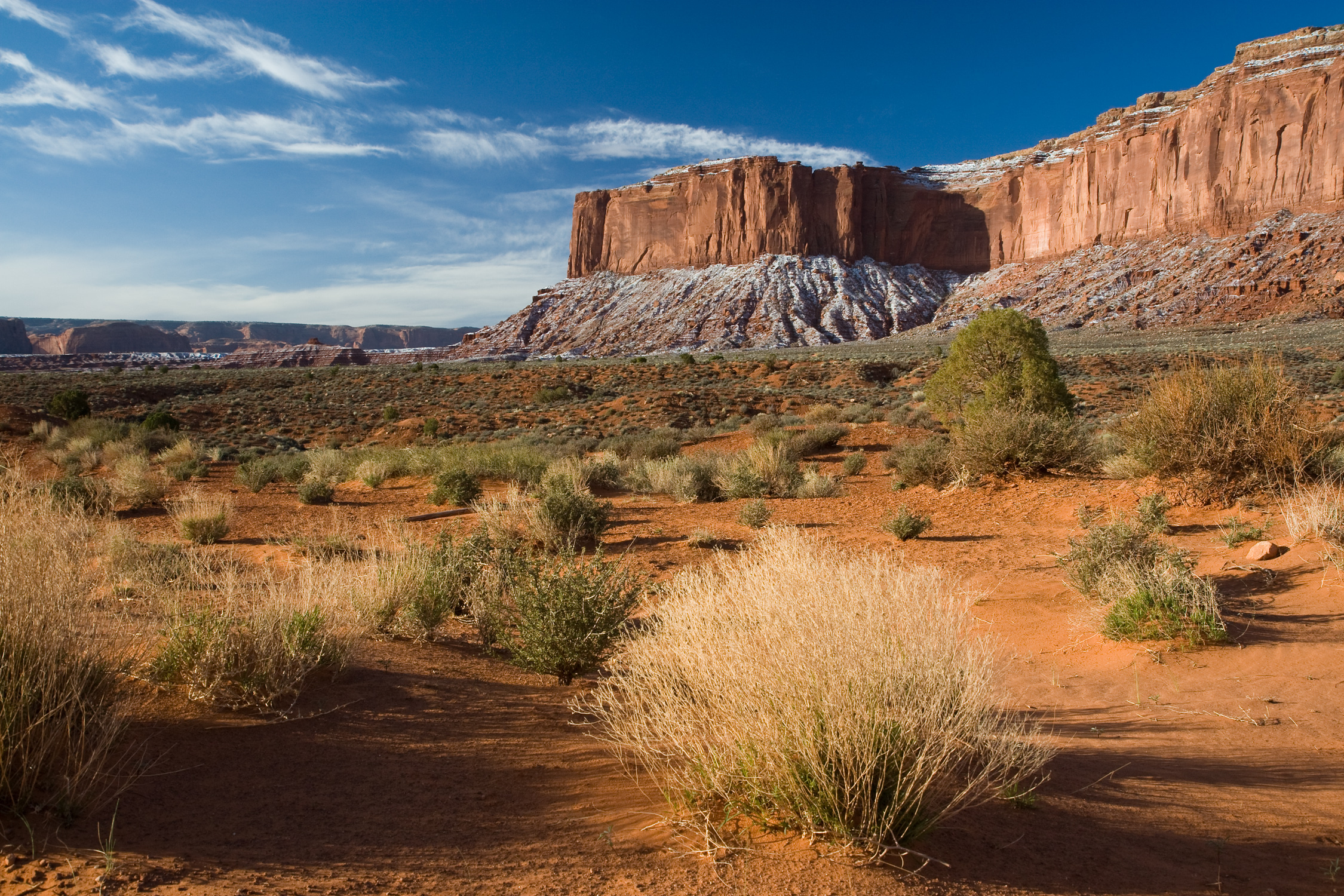
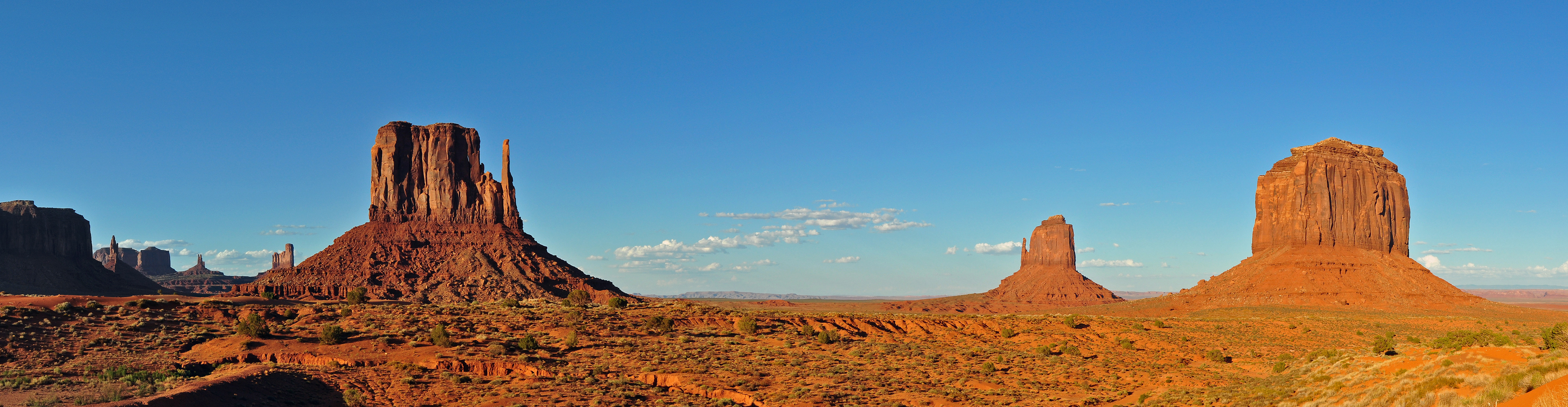

## Turismo

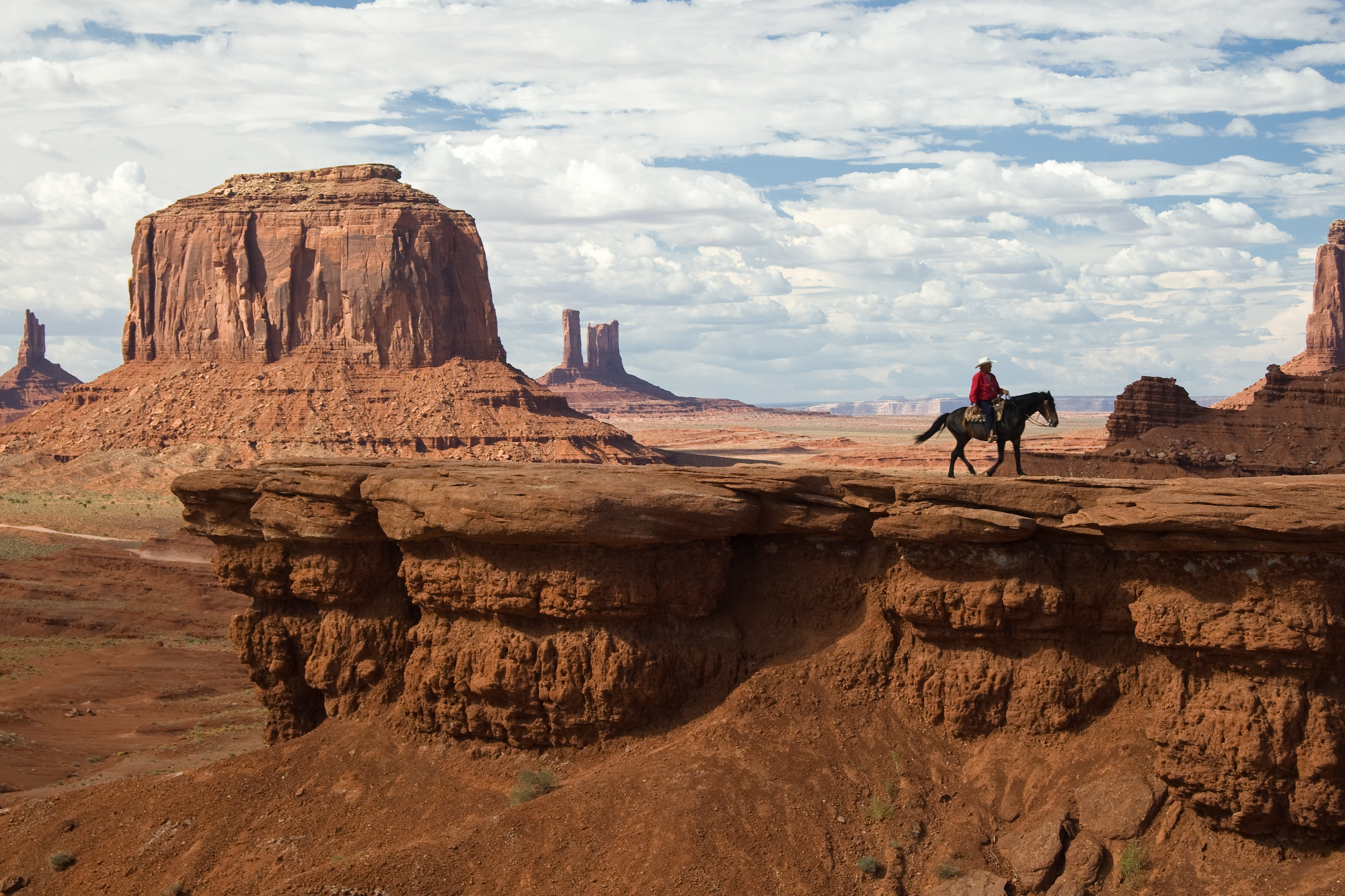
John Ford's Point

La zona fa parte della Navajo Nation Reservation (dove ancora vive una tribù) ed è un cosiddetto Tribal park con ingresso a pagamento. I nativi americani gestiscono tutte le attività all'interno della valle. Le guide sono formate unicamente da locali navajo.